# Bailieborough
Bailieborough (ibland även: Bailieboro, iriska: Coill an Chollaigh) är en ort i grevskapet Cavan i Republiken Irland. Tätorten (settlement) Bailieborough hade 2 683 invånare vid folkräkningen 2016.